# تام مک‌آن
تام مک‌آن (انگلیسی: Thom McAn) شرکت کفش آمریکایی است، که در سال ۱۹۲۲ توسط وارد ملویل تأسیس شد و هم‌اکنون زیرمجموعه‌ای از شرکت سیرز می‌باشد.